# Madeleine Sherwood
Madeleine Sherwood (* 13. November 1922 in Montreal, Québec als Louise Helene Thornton; † 23. April 2016 in Lac Cornu, Québec) war eine kanadische Schauspielerin.

## Leben und Karriere
Madeleine Sherwood stand bereits seit ihrer Kindheit auf der Bühne. Nachdem sie einige Jahre als professionelle Schauspielerin in Kanada gelebt hatte, zog sie 1950 nach New York City. Hier spielte sie 1953 am Broadway die Rolle der betrügerischen Abigail Williams in der Uraufführung von Arthur Millers Drama Hexenjagd. Daraufhin besetzte Tennessee Williams die rothaarige Schauspielerin als Schwägerin Mae in seinem Theaterstück Die Katze auf dem heißen Blechdach. 
Die Rolle der Mae verkörperte Sherwood auch in der gleichnamigen Verfilmung mit Elizabeth Taylor und Paul Newman aus dem Jahre 1958. In Hollywood war Die Katze auf dem heißen Blechdach der größte Erfolg von Sherwood, die ansonsten in Filmen meist auf kleinere Rollen abonniert war. Mit Süßer Vogel Jugend trat sie 1962 nochmals in einer Tennessee-Williams-Verfilmung auf. Am Theater konnte sie jedoch weiterhin Erfolge verzeichnen. Zudem trat sie regelmäßig in Fernsehproduktionen auf, wie in Bonanza, Hotel und Cagney & Lacey. Einem breiten Publikum in Amerika wurde sie durch ihre Rolle als Mutter Oberin in der Fernsehserie The Flying Nun (1967–1970) bekannt. Ende der 1980er-Jahre zog sie sich ins Privatleben zurück, stand aber noch einmal im Jahre 2010 für einen Kurzfilm vor der Kamera. 
In der McCarthy-Ära wurde Sherwood des Kommunismus verdächtigt und geriet sogar zeitweise auf eine der berüchtigten Schwarzen Listen. Sie engagierte sich in den 1960er-Jahren stark für die afroamerikanische Bürgerrechtsbewegung. Die Schauspielerin war mit Robert Sherwood verheiratet und hat eine Tochter, zwei Enkelkinder und mehrere Urenkel.

## Filmografie (Auswahl)
- 1952: The Philco Television Playhouse (Fernsehserie, Folge 4x07)
- 1956: Baby Doll – Begehre nicht des anderen Weib (Baby Doll)
- 1958: Die Katze auf dem heißen Blechdach (Cat on a Hot Tin Roof)
- 1961: Sein Name war Parrish (Parrish)
- 1961: Alfred Hitchcock präsentiert (Alfred Hitchcock Presents, Fernsehserie, Folge 6x37)
- 1962: Süßer Vogel Jugend (Sweet Bird of Youth)
- 1962/1963: Gnadenlose Stadt (Naked City, Fernsehserie, 2 Folgen)
- 1963: Begierde an schattigen Tagen (In the Cool of the Day)
- 1963/1964: Auf der Flucht (The Fugitive, Fernsehserie, 2 Folgen)
- 1967: Morgen ist ein neuer Tag (Hurry Sundown)
- 1967–1970: The Flying Nun (Fernsehserie, 73 Folgen)
- 1969: Nacht ohne Zeugen (Pendulum)
- 1971: Bonanza (Fernsehserie, Folge 12x14 Jamie steht seinen Mann)
- 1972: Owen Marshall – Strafverteidiger (Owen Marshall: Counselor at Law, Fernsehserie, Folge 2x11)
- 1973: Bis die Gänsehaut erstarrt (Wicked, Wicked)
- 1974: Columbo: Des Teufels Corporal (By Dawn’s Early Light, Fernsehreihe)
- 1976: Reich und Arm (Rich Man, Poor Man, Fernsehserie, 2 Folgen)
- 1980: Das Grauen (The Changeling)
- 1980: Der starke Wille (Resurrection)
- 1982: The Electric Grandmother (Fernsehfilm)
- 1984: Die Aufsässigen (Teachers)
- 1986: Hotel (Fernsehserie, Folge 4x07)
- 1987: Das gebrochene Gelübde (Broken Vows, Fernsehfilm)
- 1987: Cagney & Lacey (Fernsehserie, Folge 6x21)
- 1987: Der Denver-Clan (Dynasty, Fernsehserie, Folge 7x24 Stevens Entscheidung)
- 1987: Im Spiegel lauert der Tod (Haunted by Her Past, Fernsehfilm)
- 1989: Zwei Frauen
- 1993: Eine schrecklich nette Familie (Married … with Children, Fernsehserie, Folge 7x19 Die Altenspiele)